# Темекула (град, Калифорния)
Темекула (на английски: Temecula) е град в окръг Ривърсайд, щата Калифорния, САЩ. Темекула е с население от 102604 жители (2009) и обща площ от 68,1 km². Намира се на 358,14 m надморска височина. ЗИП кодовете му са 92589-92593-92592, а телефонният му код е 951.

## Известни личности
Родени
- Меган Куин  (1986 - ), писателка

Починали
- Ърл Стенли Гарднър (1889 – 1970), писател